# Liste der Staatsoberhäupter 498
Übersicht
◄◄ | ◄ | 494 | 495 | 496 | 497 | Liste der Staatsoberhäupter 498 | 499 | 500 | 501 | 502 | ► | ►►

Weitere Ereignisse

## Afrika
- Aksumitisches Reich
  - König: Nezool (ca. 450–ca. 500)

- Reich der Vandalen
  - König: Thrasamund (496–523)

## Amerika
- Maya
  - Palenque
    - König: Butz'aj Sak Chiik (487–501)

  - Tikal
    - König: Chak Tok Ich’aak II. (486–508)

## Asien
- Bagan
  - König: Tharamunhpya (494–516)

- China
  - Kaiser: Qi Ming Di (494–498)
  - Nördliche Wei-Dynastie: Wei Xiaowendi (471–499)

- Iberien (Kartlien)
  - König: Wachtang I. Gorgassali (452–502)

- Indien
  - Gupta-Reich
    - König: Chandragupta III. (495–507)

  - Kadamba
    - König: Mandhatri Varman (488–500)

  - Pallava
    - König: Nandi Varman I. (480–500)

  - Vakataka
    - König: Harishena (480–510)

- Japan
  - Kaiser: Ninken (488–498)
  - Kaiser: Buretsu (498–506)

- Korea
  - Baekje
    - König: Dongseong (479–501)

  - Gaya
    - König: Gyumji (492–521)

  - Goguryeo
    - König: Munjamyeong (491–519)

  - Silla
    - König: Soji (479–500)

- Sassanidenreich
  - Schah (Großkönig): Zamasp (496–499)

## Europa
- Britannien
  - Kent
    - König: Oeric (488–512)

  - Sussex
    - König: Ælle (477–um 500)

- Reich der Burgunden
  - König: Godegisel in Genf (480–501)
  - König: Gundobad in Lyon (480–516)

- Ostgotenreich
  - König: Theoderich der Große (474–526)
    - Konsul: Flavius Paulinus (498)

- Oströmisches Reich
  - Kaiser: Anastasios I. (491–518)
    - Konsul: Iohannes Scytha (498)

- Rheinfranken
  - König: Sigibert von Köln (483–509)

- Salfranken
  - König: Chlodwig I. (482–511)

- Westgotenreich
  - König: Alarich II. (484–507)

## Religiöse Führer
- Papst: Anastasius II. (496–498)
- Papst: Symmachus (498–514)
- Patriarch von Konstantinopel: Makedonios II. (496–511)